# Bubniwka (obwód winnicki)
Bubniwka (ukr. Бубнівка, pol. hist. Bubnówka) – wieś na Ukrainie, w obwodzie winnickim, w rejonie hajsyńskim, na wschodnim Podolu. W 2001 roku liczyła 941 mieszkańców.

## Historia
Pierwsze wzmianki o miejscowości pochodzą z XVIII wieku.
W czasach I Rzeczypospolitej wieś leżała w województwie bracławskim w prowincji małopolskiej Korony Królestwa Polskiego. W 1789 była prywatną wsią należącą do Potockich. Odpadła od Polski w wyniku II rozbioru. Pod zaborami wciąż należała do Potockich.
W Bubniwce urodził się metropolita Pantelejmon (Poworozniuk), hierarcha Ukraińskiego Kościoła Prawosławnego Patriarchatu Moskiewskiego.